# 2024年のフランス
2024年のフランス （2024ねんのフランス）では、2024年のフランスに関する出来事について記述する。

## 国家元首等
- 共和国大統領
  - 第25代: エマニュエル・マクロン （再生、2017年5月14日 - ）
- 首相
  - 第25代: エリザベット・ボルヌ （エリザベット・ボルヌ内閣、再生、2022年5月16日 - 2024年1月9日）
  - 第26代: ガブリエル・アタル （ガブリエル・アタル内閣（英語版）、再生、2024年1月10日 - 2024年9月5日）
  - 第27代: ミシェル・バルニエ （ミシェル・バルニエ内閣、共和党、2024年9月6日 - 2024年12月13日）
  - 第28代: フランソワ・バイル （フランソワ・バイル内閣（英語版）、民主運動、2024年12月14日 - ）

## できごと

### 1月

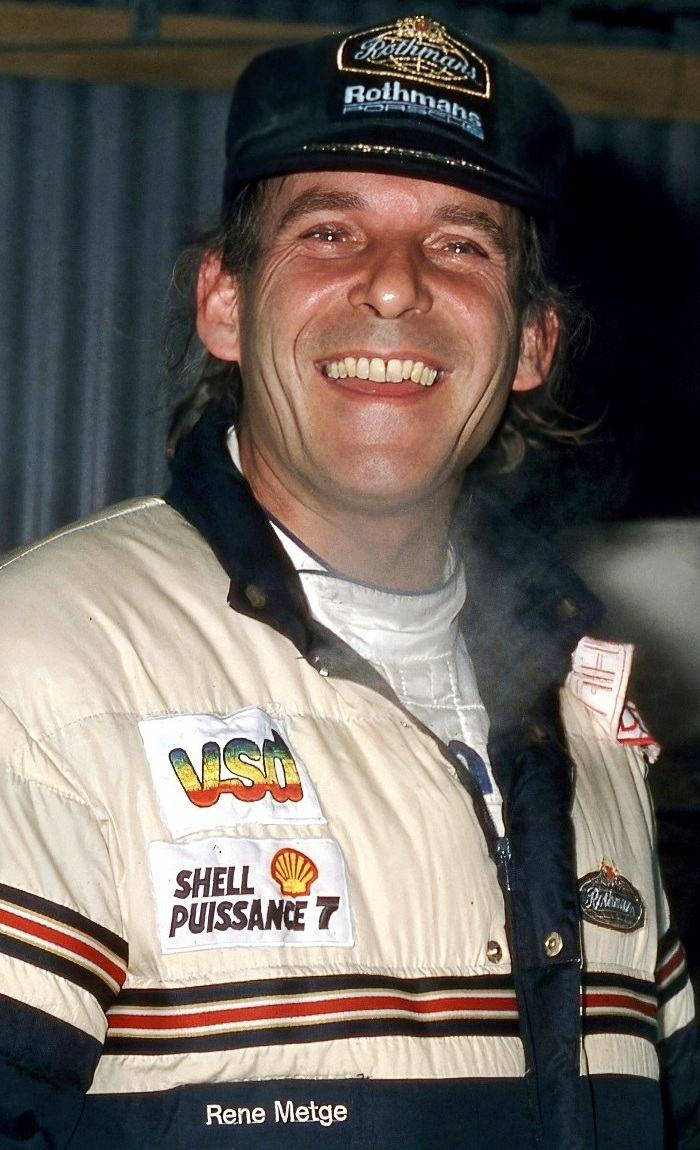
ルネ・メッジ

- 1月11日 - パリで2年連続となるNBAの試合を開催[1]。
- 1月18日 - 農業への規制や補助金の減額などに農家による集団の抗議が開始[2]。
- 1月28日 - 2024年（英語版）欧州男子ハンドボール選手権の決勝でフランス代表がデンマーク代表をスコア33-31で破って5大会ぶり4度目の優勝。

### 2月
- 2月2日～18日 - 2024年世界水泳選手権
  - 2024年世界水泳選手権フランス選手団（英語版）
  - ローガン・フォンテーヌ（英語版）がオープンウォータースイミング・男子5km（英語版）で金メダルを獲得。
- 2月25日 - 第57回世界卓球選手権団体戦でフランス代表の男子が銀メダル、女子が銅メダルを獲得し、フランスとしては大会で初めて男女共にメダルを獲得[3]。
- 2月28日 - UEFA女子ネーションズリーグ2023-24・決勝（英語版）でフランス代表がスペイン代表に敗れて準優勝[4]。

### 3月
- 3月5日 - 女性が人工妊娠中絶を行う権利を憲法で保障する法案が成立し、世界で初めて中絶の権利を憲法に明記される国となった[5]。
- 3月11日 - ガール県で嵐に伴う洪水により5人が死亡[6]。

### 4月
- 4月15日 - 2024年のWNBAドラフト（英語版）でカーラ・レイテ（英語版）が1巡目全体9位で、レイラ・ラカン（英語版）が1巡目全体10位でそれぞれ指名された。
- 4月28日 - リーグ・アン2023-2024第31節でパリ・サンジェルマンFCが3年連続12度目の優勝[7]。

### 5月
- 5月6日 - NBA・サンアントニオ・スパーズのビクター・ウェンバンヤマがフランス人史上初、NBA史上6人目となる満票での新人王を獲得[8]。
- 5月7日
  - 2024年ウラジーミル・プーチン大統領就任式（英語版）に多くの国の首脳が欠席する中、フランスのピエール・レビー（フランス語版）駐ロシア大使が出席[9]。
  - UEFAチャンピオンズリーグ 2023-24の準決勝でパリ・サンジェルマンFCがボルシア・ドルトムントに2戦合計スコア0-2で敗退[10]。
- 5月13日 - 2024年ニューカレドニア暴動（英語版）
- 5月14日～27日 - 第77回カンヌ国際映画祭
  - パルム・ドールはショーン・ベイカー監督の『ANORA アノーラ』[11]。
- 5月15日 - 同月13日から2024年ニューカレドニア暴動（英語版）が発生し、政府は非常事態宣言を発令[12]。
- 5月18日 - パリの高級宝飾店のハリー・ウィンストン（英語版）で数百万ユーロ相当の商品が盗まれる強盗事件が発生[13]。

- 5月25日 - UEFA女子チャンピオンズリーグ 2023-24・決勝（英語版）でオリンピック・リヨンがFCバルセロナ・フェメニにスコア0-2で敗れて準優勝[14]。

- 5月26日～6月9日 - 2024年全仏オープン
  - フランス人では、混合ダブルス（英語版）でエドゥアール・ロジェ＝バセランが初優勝。

### 6月
- 6月5日 - フランソワーズ・ベタンクール・メイエール（英語版）が女性として世界で初めて資産が1000億ドルを超えた[15]。
- 6月6日～9日 - 2024年欧州議会議員選挙
- 6月26日 - 2024年のNBAドラフトでフランス人が5人指名され、ザカリー・リザシェイが全体1位、アレクサンドル・サーが1巡目全体2位、ティジャン・サラーンが1巡目全体6位、パコム・ダディエ（英語版）が1巡目全体25位、メルビン・アジンサ（英語版）が2巡目全体51位でそれぞれ指名された[16]。
- 6月29日～7月21日 - ツール・ド・フランス2024
  - 大会史上初めて イタリアで開幕（フィレンツェ）
  - 総合優勝はタデイ・ポガチャル（ スロベニア）
  - フランス人の最高順位は、ギヨーム・マルタン（英語版）の13位
- 6月30日～7月7日 - 2024年フランス議会総選挙
- 6月30日 - 2024年FIVB男子バレーボールネーションズリーグの決勝でフランス代表が日本代表にセット数1-3で敗れて準優勝[17]。

### 7月
- 7月7日 - パリで開催のダイヤモンドリーグ第8戦でフェイス・キピエゴン（ ケニア）が女子1500メートルで自身の記録を更新する3分49秒04記録し、世界新記録（英語版）を達成[18]。
- 7月9日 - UEFA EURO 2024・準決勝でフランス代表がスペイン代表にスコア1-2で敗れ、規定により4位となった[19]。
- 7月25日
  - 2シーズン前までリーグ・アンに所属し、過去に優勝6度のFCジロンダン・ボルドーが破産申請し、90年ぶりにアマチュアクラブへ降格[20]。
  - 高速鉄道のTGVに対して同時多発的な放火事件が発生[21]。
- 7月26日～8月11日 - 2024年パリオリンピック
  - 2024年パリオリンピックの開会式
  - 2024年パリオリンピックの聖火リレー
  - 聖火点火者は男子柔道のテディ・リネールと女子陸上競技のマリー＝ジョゼ・ペレク
  - 2024年パリオリンピックのフランス選手団
  - レスリング競技男子グレコローマンスタイル130キロ級（英語版）のミハイン・ロペス（ キューバ）がオリンピック史上初となる個人種目における5連覇を達成[22]。
  - 七種競技のナフィサトゥ・ティアムが同種目史上初の3連覇を達成（ ベルギー）[23]。
  - 2024年パリオリンピックのメダル受賞数一覧
  - 2024年パリオリンピックのメダリスト一覧
  - 2024年パリオリンピックの閉会式

### 8月

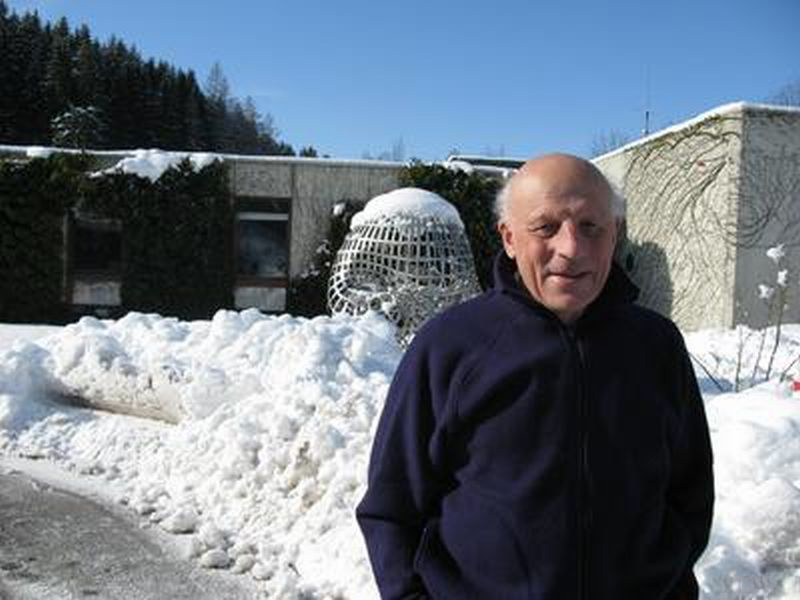
ピエール・カルティエ

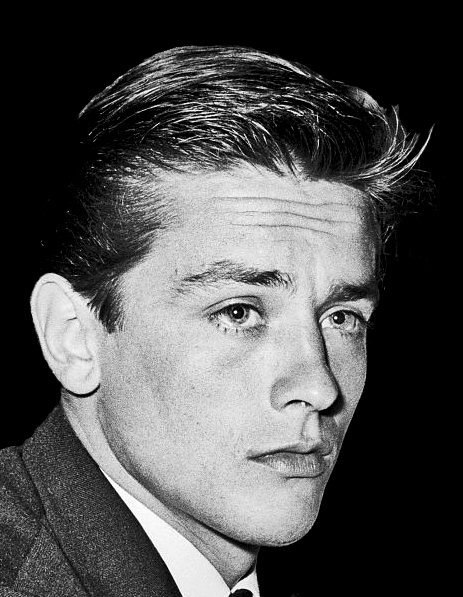
アラン・ドロン

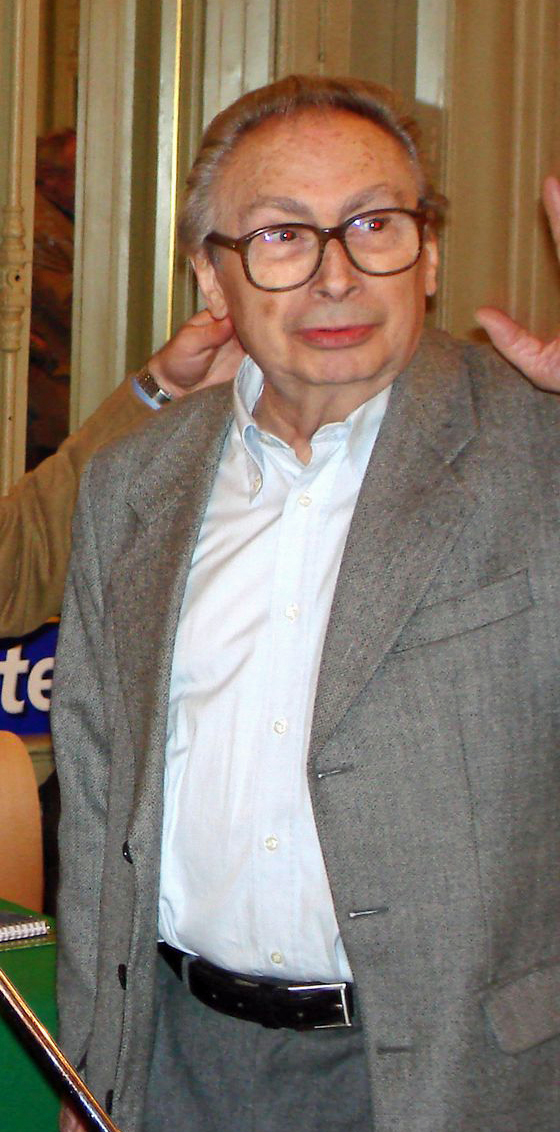
ジャン＝シャルル・タケラ

- 8月24日 - 秘匿通信アプリ「Telegram」CEOでロシア系フランス人のパーヴェル・ドゥーロフをフランス警察がル・ブルジェ空港で逮捕[24]。
- 8月28日～9月8日 - 2024年パリパラリンピック
  - 2024年パリパラリンピックの開会式（英語版）
  - 2024年パリパラリンピックの聖火リレー（英語版）
  - 2024年パリパラリンピックのフランス選手団（英語版）
  - 2024年パリパラリンピックでの国・地域別メダル受賞数一覧
  - 2024年パリパラリンピックのメダリスト一覧
  - 2024年パリパラリンピックの閉会式（英語版）

### 10月
- 10月6日 - 第103回凱旋門賞
  - ブルーストッキングが優勝（騎手：ロッサ・ライアン（英語版））[25]。
  - アヤザーク(Haya Zark)がレース中に急性心不全を発症し、死亡[26]。

### 11月

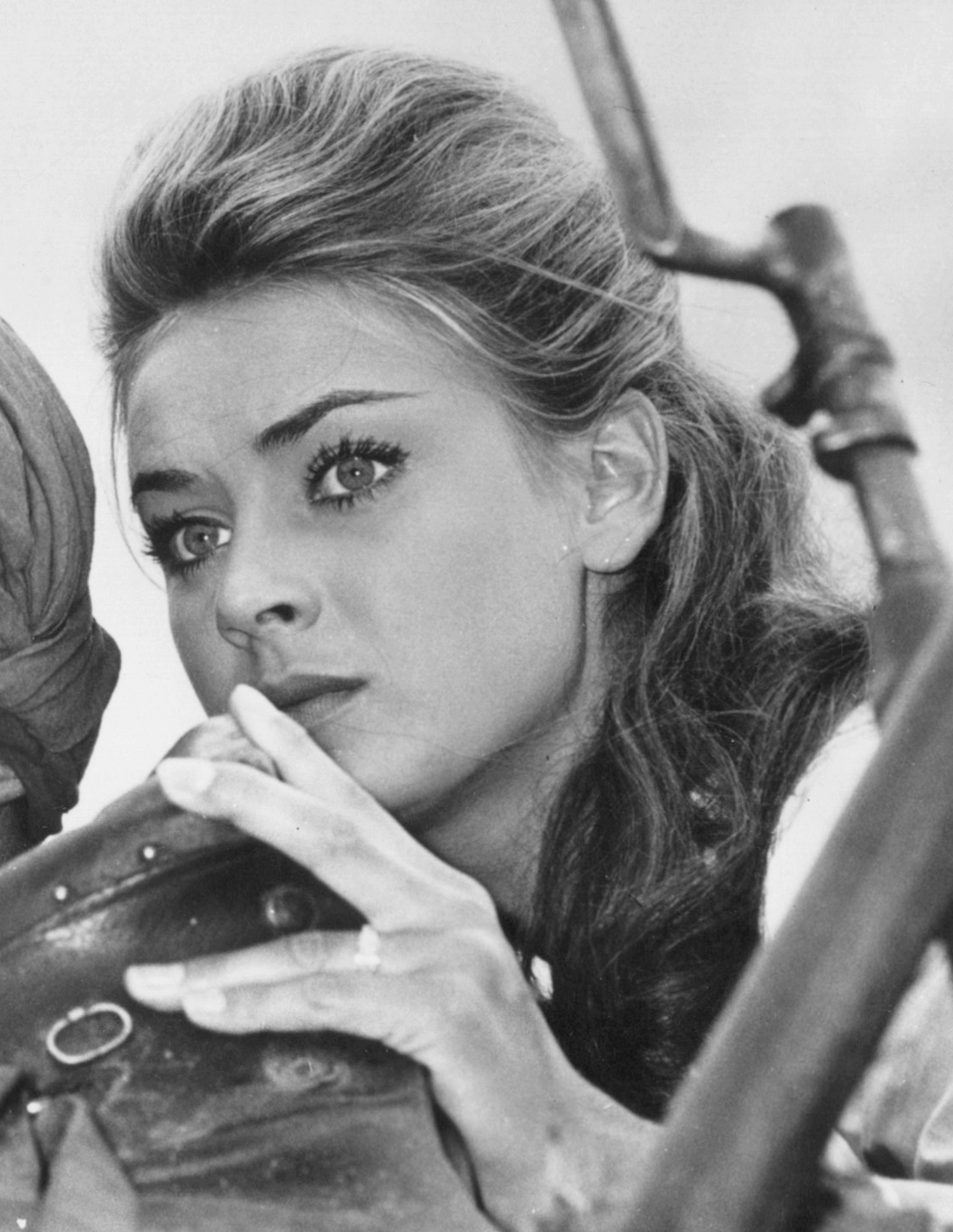
ジュヌヴィエーブ・グラッド

- 11月1日～3日 - 2024/2025 ISUグランプリシリーズ・2024年フランスグランプリ
  - フランス人ではアダム・シャオ・イム・ファが男子シングルで3年連続優勝[27]。
- 11月22日 - 卓球・2024年WTTシリーズ（英語版）のファイナルズの男子ダブルスでアレクシス・ルブラン・フェリックス・ルブラン組が戸上隼輔・篠塚大登組（ 日本）を破って初優勝[28]。

### 12月
- 12月5日 - 下院で内閣不信任案が可決されたことを受け、ミシェル・バルニエ内閣が総辞職[29]。
- 12月5日～8日 - 2024/2025 ISUグランプリシリーズ・グランプリファイナル（グルノーブル・ペティノワール・ポレサッド）
  - フランス人では男子シングルのケヴィン・エイモズ、アイスダンスのエフゲニア・ロパレワ（英語版）・ジェフリー・ブリソー（英語版）組が出場したが、いずれも表彰台には上がれなかった。
- 12月8日 - ノートルダム大聖堂が火災から5年7ヶ月ぶりに一般公開を再開[30]。
- 12月14日 - 海外領土のマヨットにサイクロン・チド（英語版）が直撃し、170人以上が死亡[31]。
- 12月18日 - ニコラ・サルコジ元大統領に執行猶予を含む実刑判決が確定。フランスで大統領経験者に実刑が科されるのは初[32]。

## 周年
- 6月6日 - ノルマンディー上陸作戦から80年[33]。
- 8月25日 - パリの解放から80年[34]。

## 死去

### 1月
- 1月2日 - ダニエル・レヴェニュ（英語版）：フェンシング選手、1968年メキシコシティーオリンピック金メダリスト（* 1942年）
- 1月3日 - ルネ・メッジ：レーシングドライバー、実業家（* 1941年）
- 1月3日 - ベルナール・デュクイン（英語版）：サッカー選手 (MF)（* 1950年）
- 1月4日 - レイモンド・エレナ（英語版）：自転車競技選手（* 1931年）
- 1月5日 - ベルナール・マルグランジュ（英語版）：数学者（* 1928年）
- 1月5日 - ジャン＝マリー・ラウシュ（英語版）：政治家、外務大臣（* 1929年）
- 1月7日 - アンドレ・ルートヴィヒ（フランス語版）：男性スーパーセンテナリアン（* 1912年）
- 1月8日 - ガイ・ボネ（英語版）：作家、作曲家、歌手（* 1945年）
- 1月10日 - ルイ・ル・パンセック（英語版）：政治家、農業・食料・漁業・農村大臣（* 1937年）
- 1月11日 - ローレンス・バディ（英語版）：女優（* 1928年）
- 1月11日 - ブルーノ・デュコル（英語版）：ピアニスト、作曲家（* 1949年）
- 1月23日 - ジャン・プティ（英語版）：サッカーフランス代表として1978 FIFAワールドカップに出場（* 1949年）
- 1月25日 - ミシェル・ハウザー：ジャズヴィブラフォン奏者（* 1927年）
- 1月27日 - ピエール・モンロー（英語版）：ラグビー選手（* 1963年）

### 2月

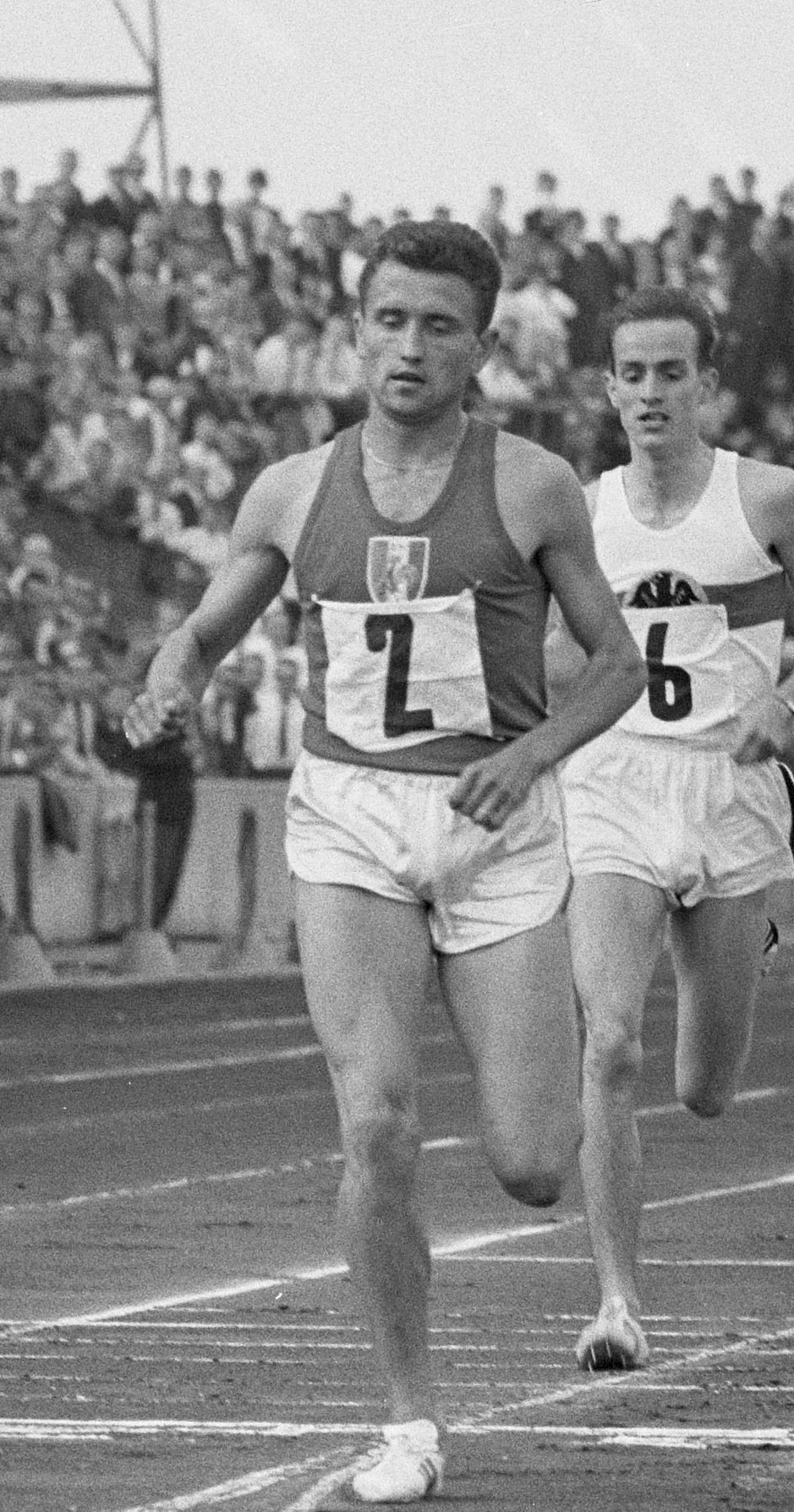
ミシェル・ジャジ

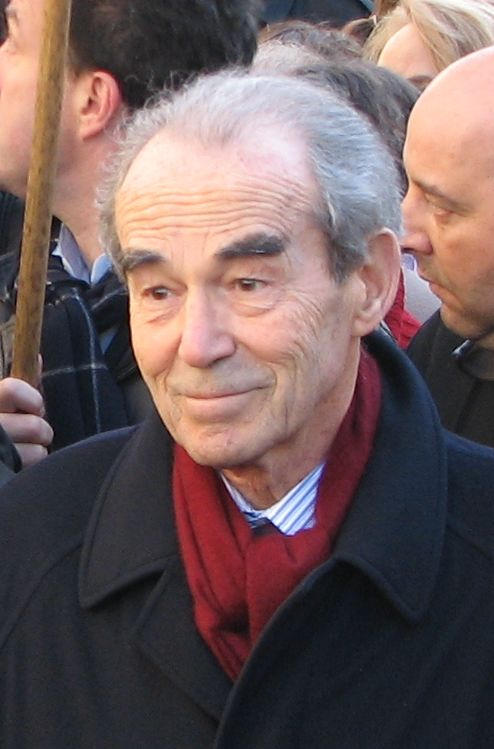
ロベール・バダンテール

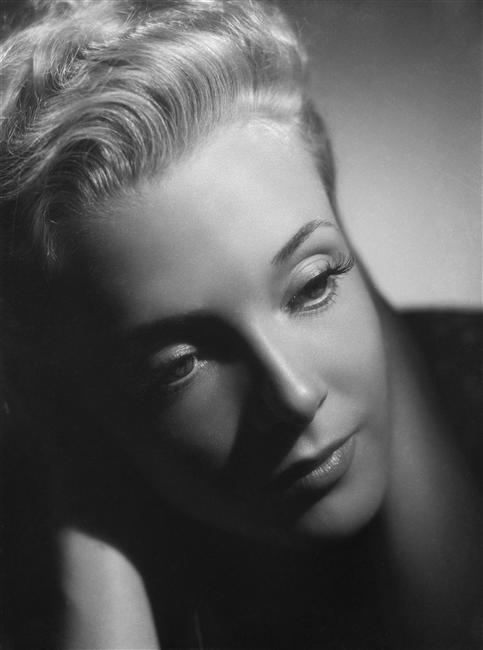
ミシュリーヌ・プレール

- 2月1日 - ミシェル・ジャジ：陸上競技選手 (中距離走)、1960年ローマオリンピック銀メダリスト（* 1936年）
- 2月5日 - ジャン・マロリー（英語版）：人類学者（* 1922年）
- 2月9日 - ロベール・バダンテール：弁護士、政治家、司法大臣として死刑制度を廃止（* 1928年）
- 2月13日 - アラン・ドーバル（英語版）：俳優（* 1946年）
- 2月15日 - ジェラール・バレー（英語版）：俳優（* 1931年）
- 2月20日 - ローラン・ベルタン（英語版）：俳優（* 1930年）
- 2月21日 - ミシュリーヌ・プレール：女優（* 1922年）
- 2月23日 - クロード・モンタナ（英語版）：ファッションデザイナー（* 1947年）

### 3月

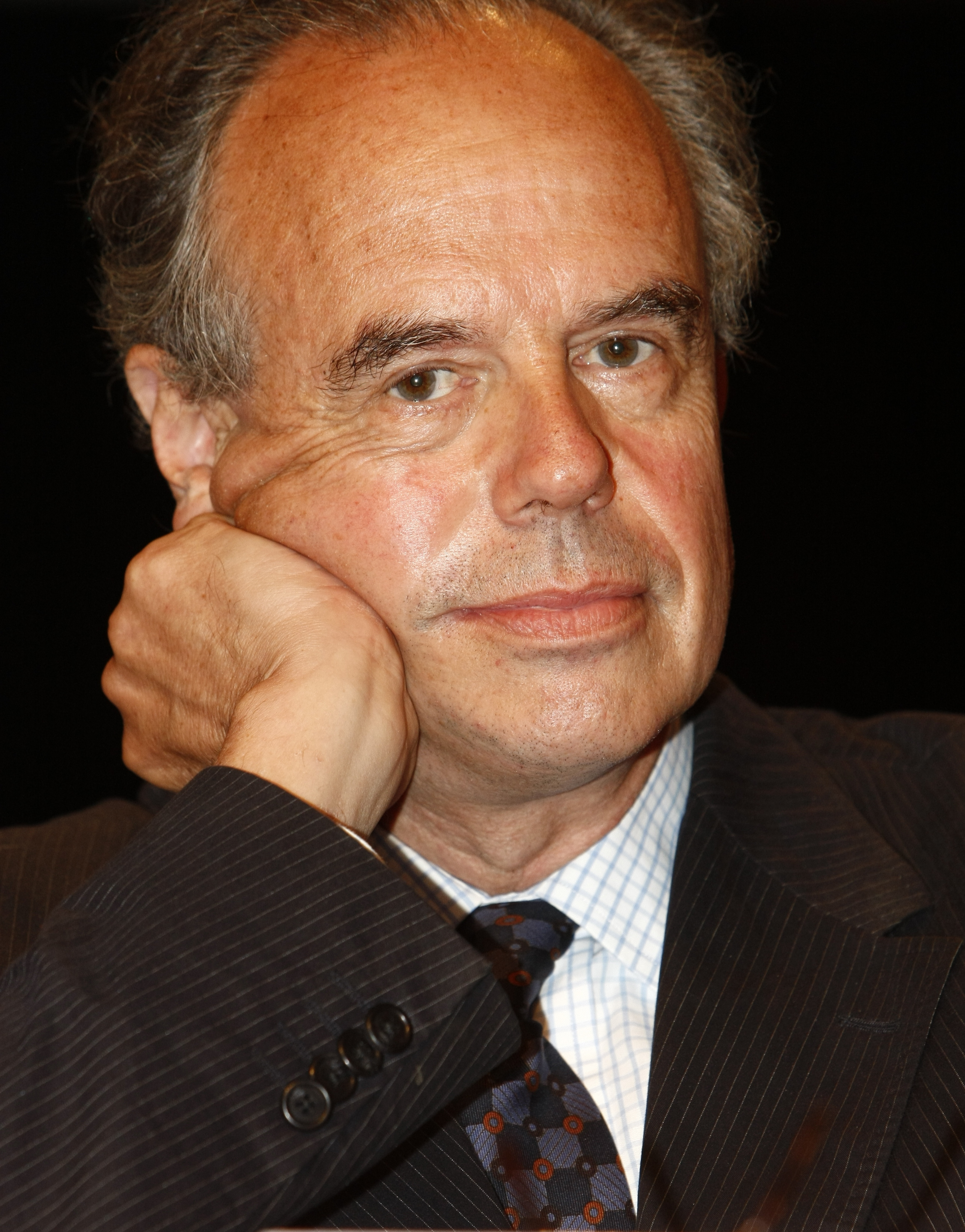
フレデリック・ミッテラン

- 3月21日 - フレデリック・ミッテラン：政治家（* 1947年）
- 3月22日 - ローラン・ド・ブリュノフ：絵本作家（* 1925年）
- 3月23日 - ダニエル・ベレッタ（英語版）：俳優（* 1946年）
- 3月26日 - ベルナール・ブルジョワ：哲学者（* 1929年）

### 4月

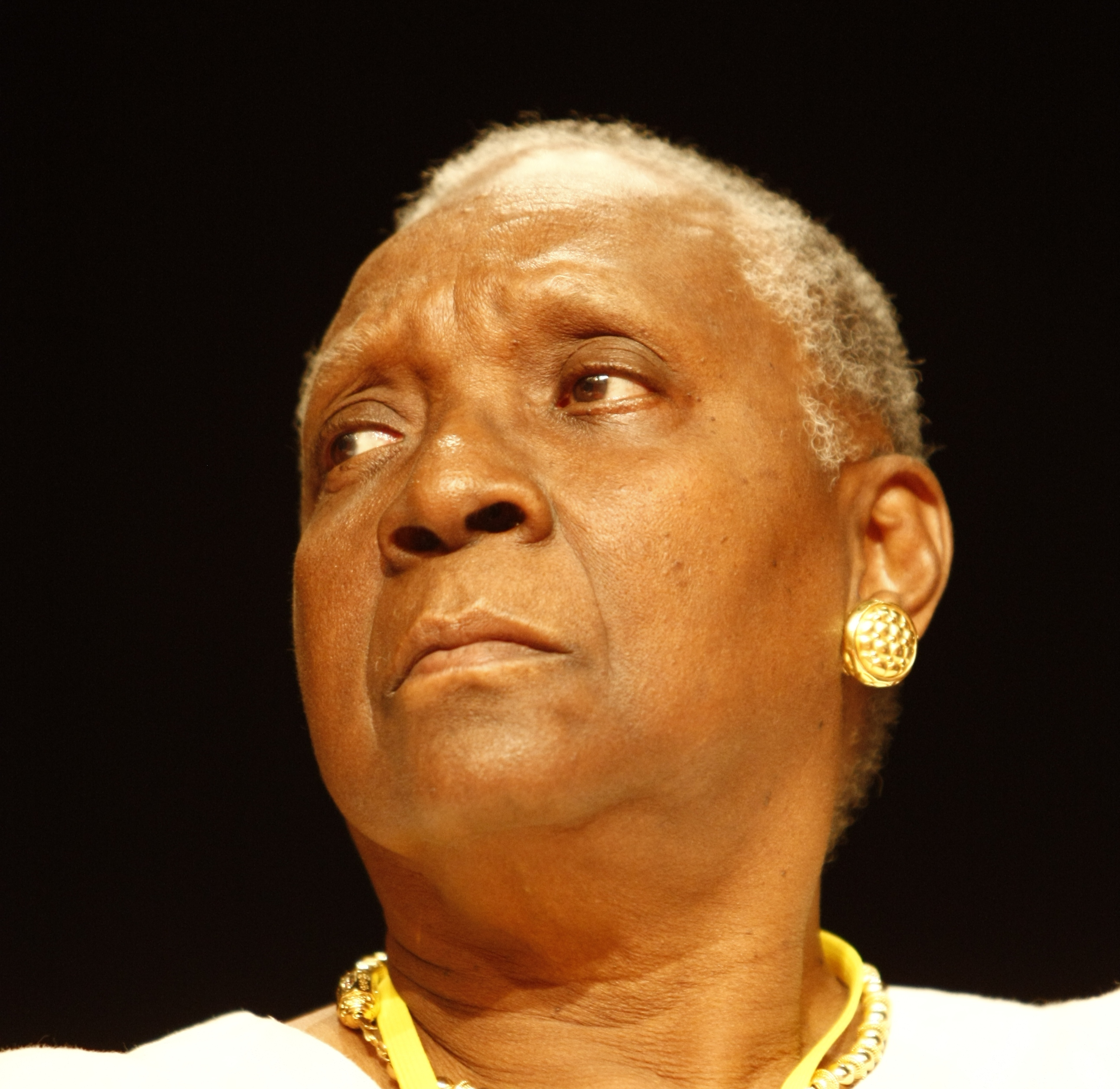
マリーズ・コンデ

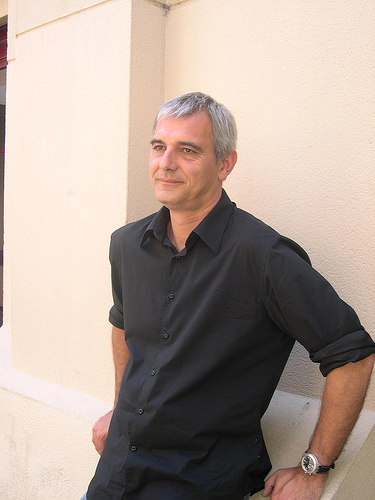
ローラン・カンテ

- 4月2日 - マリーズ・コンデ：作家（* 1934年）
- 4月22日 - フィリップ・ローデンバック（英語版）：俳優（* 1936年）
- 4月25日 - ローラン・カンテ：映画監督（* 1961年）
- 4月29日 - ジャン＝ピエール・ジュディセリ：近代五種競技選手（* 1943年）

### 5月
- 5月11日 - ジョエル・ボージャンドル（英語版）：政治家（* 1950年）
- 5月13日 - ルシアン・ミアス（英語版）：ラグビー選手 (LO)（* 1930年）
- 5月13日 - クリスチャン・エスクーデ（英語版）：ジプシー・ジャズギタリスト（* 1947年）
- 5月13日 - シルヴァン・リュック（英語版）：ジャズギタリスト（* 1965年）
- 5月20日 - ジャン＝クロード・ゴーダン：政治家（* 1939年）
- 5月22日 - マリー・フランス・ガロー（英語版）：政治家（* 1934年）
- 5月29日 - アンリ・ナレ（英語版）：政治家（* 1939年）
- 5月30日 - ジュヌビエーブ・ド・ガラール（英語版）：第一次インドシナ戦争で活躍した看護師（* 1925年）

### 6月

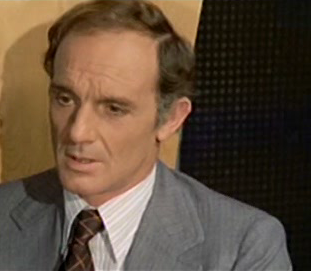
フィリップ・ルロワ

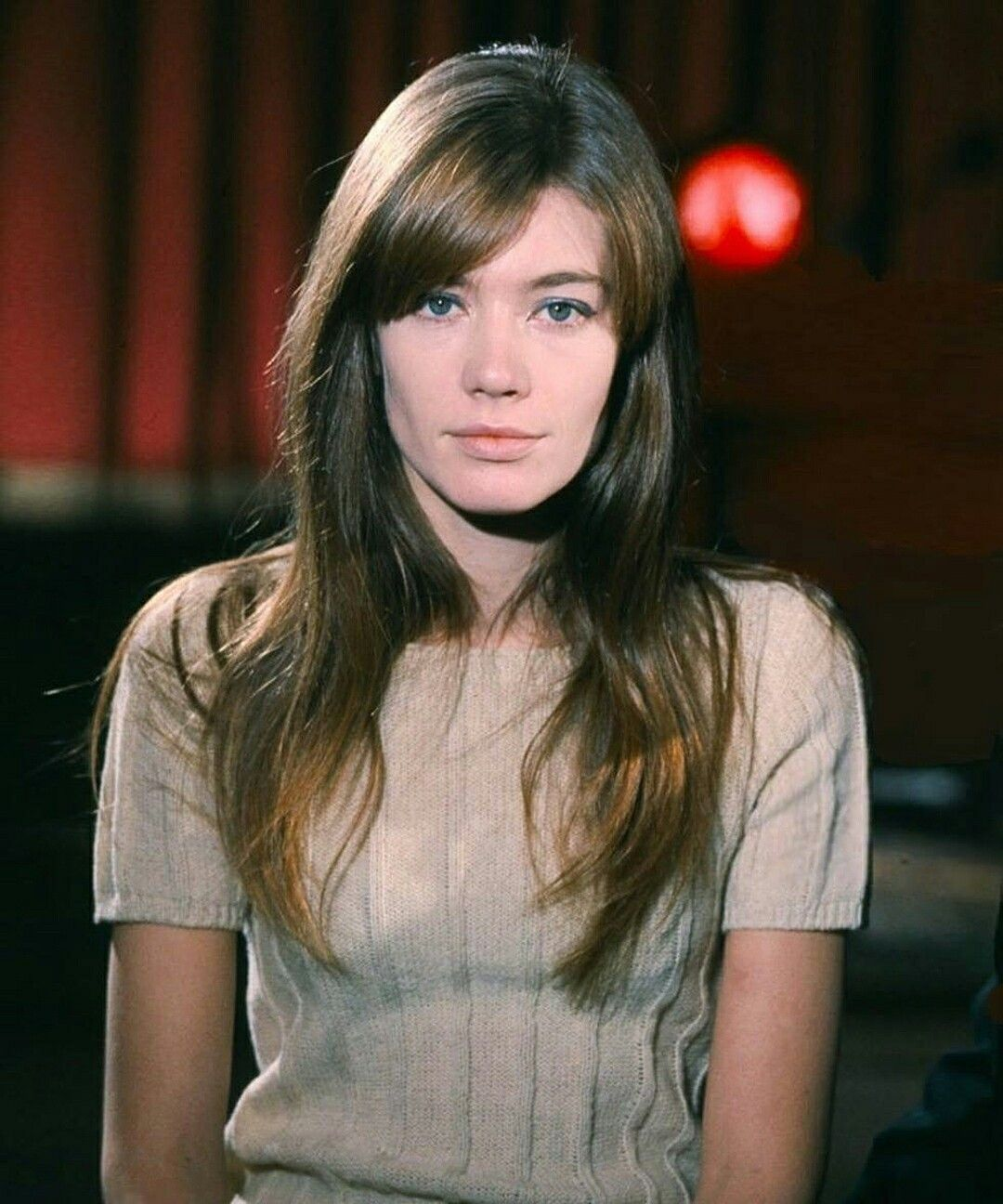
フランソワーズ・アルディ

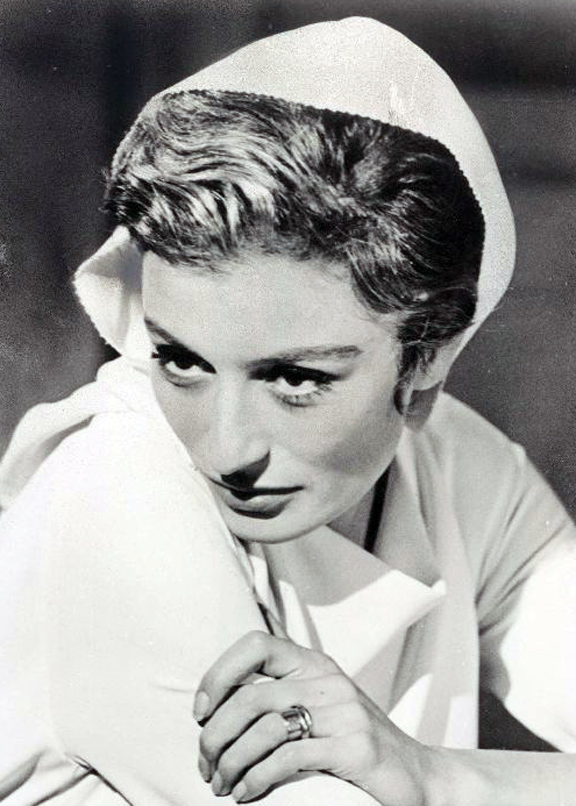
アヌーク・エーメ

- 6月1日 - フィリップ・ルロワ：俳優（* 1930年）
- 6月5日 - ベン・ヴォーティエ（英語版）：視覚芸術家（* 1935年）
- 6月10日 - ジェラール・デリオ（英語版）：政治家 (国民運動連合)、上院議員 （* 1944年）
- 6月11日 - フランソワーズ・アルディ：シンガーソングライター、女優（* 1944年）
- 6月15日 - フランシーヌ・レカ（英語版）：心臓外科医（* 1938年）
- 6月18日 - アヌーク・エーメ：女優、1980年にカンヌ国際映画祭 女優賞受賞（* 1932年）
- 6月28日 - イブ・ハーバート（英語版）：サッカーフランス代表、監督（* 1945年）

### 7月

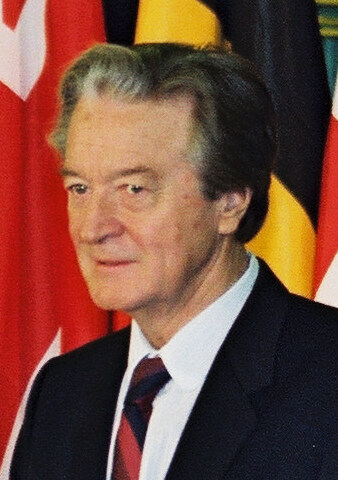
ローラン・デュマ

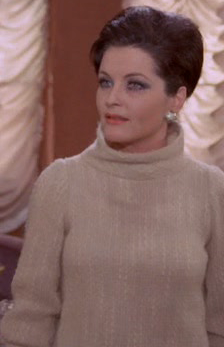
イヴォンヌ・フルノー

- 7月3日 - ローラン・デュマ：政治家、弁護士、外務大臣（* 1922年）
- 7月5日 - ラファエル・ジェミニアーニ：自転車競技選手（* 1925年）
- 7月5日 - イヴォンヌ・フルノー：女優（* 1926年）
- 7月7日 - ハイム・ブレジス（英語版）：数学者（* 1944年）
- 7月15日 - ジャック・ブーデ（英語版）：俳優（* 1935年）
- 7月15日 - イーディス・レジェット（英語版）：作曲家（* 1941年）
- 7月16日 - ブノワ・デュトゥルトル（英語版）：フランスの小説家、エッセイスト（* 1960年）
- 7月25日 - パスカル・ダネル（英語版）：歌手、作曲家（* 1944年）
- 7月26日 - シャルル・ジュリエ：詩人、小説家（* 1934年）
- 7月27日 - ジャンヌ・クレサンジュ（英語版）：脚本家、小説家、エッセイスト（* 1929年）
- 7月27日 - フランシス・シューア（英語版）：歴史家、政治家（* 1948年）
- 7月31日 - アンドレ・ジュイヤール（英語版）：漫画家（* 1948年）

### 8月
- 8月7日 - パトリス・ラフォン（英語版）：テレビ司会者、俳優（* 1939年）
- 8月7日 - マルガレート・メネゴス：映画プロデューサー（* 1941年）
- 8月15日 - ルイ・メルマズ：政治家、下院国民議会議長（* 1931年）
- 8月17日 - ピエール・カルティエ：数学者（* 1932年）
- 8月18日 - アラン・ドロン：俳優、2019年にパルム・ドール・ドヌール（カンヌ国際映画祭における名誉賞）受賞（* 1935年）
- 8月19日 - ミシェル・ゲラール（英語版）：料理人（* 1933年）
- 8月23日 - キャサリン・リベイロ（英語版）：歌手（* 1941年）
- 8月25日 - ミシェル・シフル（英語版）：地下探検家、冒険家（* 1939年）
- 8月29日 - ジャン＝シャルル・タケラ：脚本家、映画監督（* 1925年）

### 9月

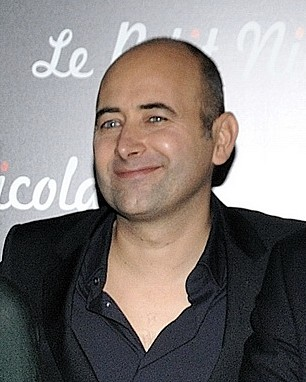
ローラン・ティラール

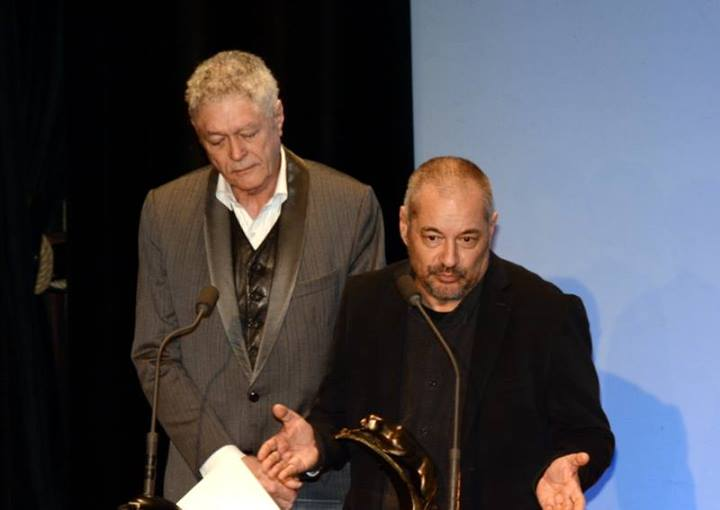
ピエール＝ウィリアム・グレン

- 9月3日 - イーゴリ・スパスキー（英語版）：科学者、技術者、起業家（* 1926年）
- 9月3日 - ウラジミール・ブレ（英語版）：競泳選手 (自由形)、1972年ミュンヘンオリンピック銀メダリスト（* 1950年）
- 9月4日 - オズワルド・ダンドレア（英語版）：ピアニスト、作曲家（* 1934年）
- 9月5日 - ローラン・ティラール：脚本家、映画監督（* 1967年）
- 9月11日 - ディディエ・ルスタン（英語版）：スポーツジャーナリスト（* 1957年）
- 9月14日 - ジャン＝ミシェル・デュピュイ（英語版）：俳優（* 1955年）
- 9月16日 - ダニエル・コルディエ（英語版）：サッカー選手 (DF)（* 1942年）
- 9月20日 - ヤン・モルヴァン（英語版）：写真家、ジャーナリスト（* 1954年）
- 9月24日 - ピエール＝ウィリアム・グレン：撮影監督、映画監督（* 1943年）
- 9月30日 - ジャック・レダ（英語版）：詩人、ジャズ評論家（* 1929年）

### 10月

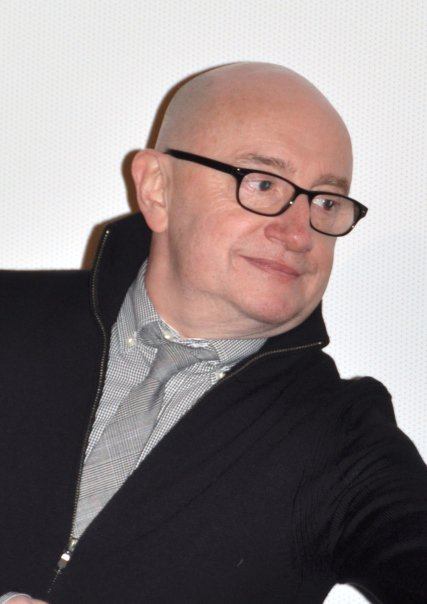
ミシェル・ブラン

- 10月1日 - ジャン＝クロード・ブルボー（英語版）：俳優（* 1944年）
- 10月3日 - ピエール・クリスティン（英語版）：漫画家、作家（* 1938年）
- 10月4日 - ミシェル・ブラン：俳優、脚本家、映画監督、カンヌ国際映画祭男優賞および脚本賞受賞（* 1952年）
- 10月6日 - クロード・ラポワント（英語版）：イラストレーター（* 1938年）
- 10月7日 - クロード・ゲヴェルク（英語版）：政治家（* 1947年）
- 10月7日 - アモーリ・デュ・クロセル（英語版）：指揮者、作曲家（* 1956年）
- 10月8日 - ベルナール・ティシエ・ド・マルレ：司教（* 1945年）
- 10月9日 - ピエール・バーニエ（英語版）：俳優（* 1931年）
- 10月12日 - ジャン＝フランソワ・ピシュラル（英語版）：政治家（* 1934年）
- 10月18日 - ミシェル・ロケジョッフル（英語版）：将軍軍人（* 1933年）
- 10月19日 - ミシェル・クライン（英語版）：獣医（* 1921年）
- 10月20日 - ジョルジュ・アイエール（英語版）：ラグビーフランス代表 (PR)（* 1934年）
- 10月21日 - クリスティーヌ・ボワッソン：女優（* 1956年）
- 10月27日 - ジャン＝ピエール・パラントー（英語版）：自転車競技選手（* 1944年）
- 10月28日 - フランソワ・ラリュエル：哲学者（* 1937年）

### 11月
- 11月3日 - ルイ・カーヌ（英語版）：画家、彫刻家（* 1943年）
- 11月6日 - マドレーヌ・リフォー（英語版）：レジスタンス運動家、詩人、ジャーナリスト（* 1924年）
- 11月7日 - ジュヌヴィエーブ・グラッド（英語版）：女優（* 1944年）
- 11月6日 - クリスチャン・ゴダール（英語版）：漫画家（* 1932年）
- 11月13日 - ルイ・ソアレス（英語版）：陸上競技選手 (マラソン)（* 1964年）
- 11月14日 - ジャック・アデレード・メルランド（英語版）：歴史家（* 1933年）
- 11月16日 - デニス・ホルスタイン（英語版）：アウシュビッツ強制収容所の生存者（* 1927年）
- 11月17日 - ベルナール・キアレッリ（英語版）：サッカーフランス代表 (MF)（* 1934年）
- 11月18日 - シャルル・デュモン（英語版）：歌手、作曲家（* 1929年）
- 11月19日 - ベルナデット・デプレ（英語版）：イラストレーター、漫画家（* 1941年）
- 11月20日 - ジャン＝ノエル・カルパンティエ（英語版）：政治家（* 1969年）
- 11月23日 - ジャン・ジュールダン（英語版）：自転車競技選手（* 1942年）
- 11月26日 - アンドレ・ラジョイニ（英語版）：政治家（* 1929年）
- 11月30日 - ルネ・クアナ（英語版）：政治家（* 1936年）

### 12月

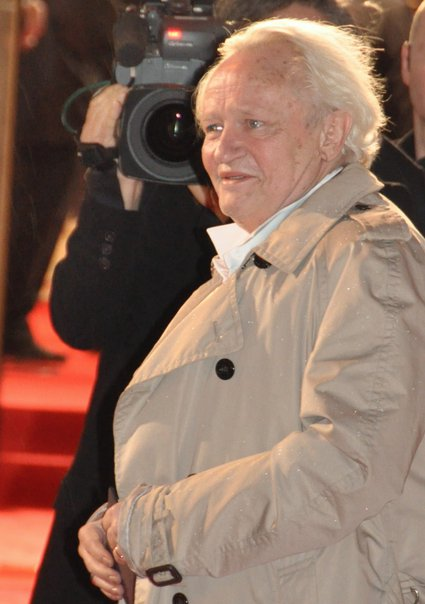
ニエル・アレストリュプ

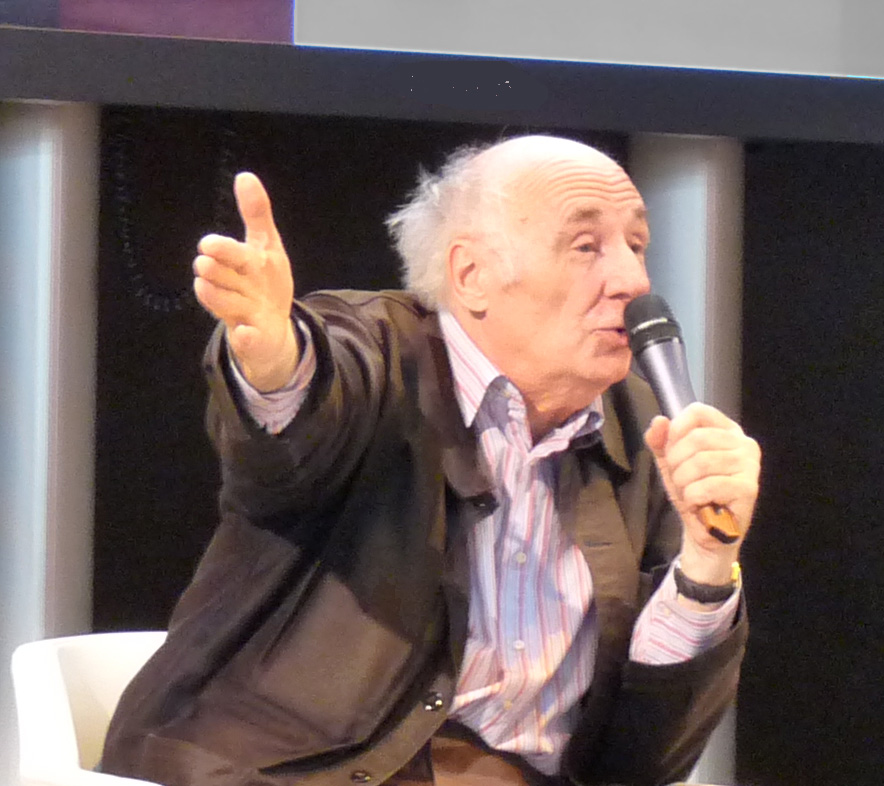
ジャック・ルーボー

- 12月1日 - ニエル・アレストリュプ：俳優（* 1949年）
- 12月3日 - デニス・ブリハット（英語版）：写真家（* 1928年）
- 12月4日 - ジャン＝ディディエ・ヴァンサン（英語版）：神経生物学者、神経精神科医（* 1935年）
- 12月5日 - ジャック・ルーボー：詩人、エッセイスト、小説家（* 1932年）
- 12月6日 - ジャン＝ピエール・リウ（英語版）：歴史家（* 1939年）
- 12月8日 - アラン・フックス（英語版）：化学者（* 1953年）
- 12月9日 - ロジャー・マデック（英語版）：政治家、上院議員（* 1950年）
- 12月12日 - マーシャル・ソラール：作曲家（* 1927年）
- 12月17日 - マルセル・マルナット（英語版）：音楽学者、ジャーナリスト（* 1933年）
- 12月17日 - ミシェル・デル・カスティージョ（英語版）：作家（* 1933年）
- 12月20日 - ティエリー・ジャコブ（英語版）：ボクサー（* 1965年）
- 12月24日 - パスカル・エルベ（英語版）：自転車競技選手（* 1964年）
- 12月29日 - マリー＝クロード・ボー（英語版）：キュレーター（* 1946年）
- 12月30日 - エミール・イデー（英語版）：自転車競技選手（* 1920年）
- 12月31日 - パスカル・レネ（英語版）：学者、小説家（* 1942年）